# Karol Bronisz
Karol Rafał Bronisz – polski leśnik, doktor habilitowany nauk rolniczych, adiunkt w Szkole Głównej Gospodarstwa Wiejskiego w Warszawie, specjalista od leśnictwa.

## Kariera naukowa
W 2005 roku na Wydziale Leśnym Szkoły Głównej Gospodarstwa Wiejskiego w Warszawie uzyskał tytuł magistra inżyniera. W 2013 roku na tym samym wydziale, uzyskał stopień doktora nauk rolniczych w zakresie leśnictwa na podstawie rozprawy pt. Prognoza rozwoju drzewostanów jodłowych Obrębu Samsonów Nadleśnictwa Zagnańsk, której promotorem był Arkadiusz Bruchwald. W 2012 roku został zatrudniony na tejże uczelni, a w 2021 roku uzyskał na niej stopień doktora habilitowanego nauk rolniczych w dyscyplinie nauk leśnych na podstawie pracy pt. Modelowanie wybranych cech drzew i drzewostanów w układach hierarchicznych przy ograniczonym dostępie do danych empirycznych z wykorzystaniem modeli efektów mieszanych.